# Kocour (film)
Kocour (v originále Kater) je rakouský hraný film z roku 2016, který režíroval Händl Klaus podle vlastního scénáře. Snímek měl světovou premiéru 13. února 2016 na Mezinárodním filmovém festivalu v Berlíně, kde získal cenu Teddy Award.

## Děj
Andreas a Stefan žijí se svým kocourem Mosesem ve vídeňském okrese Hernals. Oba působí (Andreas jako ekonom, Stefan jako hráč na lesní roh) ve stejném vídeňském orchestru. Žijí spokojený život, líbí se jim jejich práce, mají množství přátel. Stefanův nevysvětlitelný výbuch vzteku a zabití kocoura však jejich vztah od základů přemění. Andreas od Stefana odtáhne a není si jistý svými pocity. Přestanou sdílet ložnici. Stefan začne chodit na terapii, ale začíná trpět depresemi. Jednoho dne se Stefan nervově zhroutí. Snaží se získat zpět Andreasovu lásku. Když Stefan utrpí při práci na zahradě vážné poranění očí, pár se postupně sblíží.

## Obsazení
| Lukas Turtur           | Stefan                   |
| Philipp Hochmair       | Andreas                  |
| Thomas Stipsits        | Lorenz                   |
| Manuel Rubey           | Vladimir                 |
| Gerald Votava          | Max                      |
| Brigitte Pototschnig   | Betty                    |
| Oswald Köhler          | Hans                     |
| Aileen Dullaghan       | Nora                     |
| Maria Grün             | Charlotte                |
| Raphael Handschuh      | Robert                   |
| Gabriela Hegedüs       | Helga                    |
| Benedikt Leitner       | Edmund                   |
| Anders Nyqvist         | Hannes                   |
| Vitus Wieser           | inspektor Rieger         |
| Magdalena Kronschläger | inspektorka Ametsdorfová |

## Ocenění
- Berlinale – Teddy Award pro nejlepší celovečerní film
- Hongkong International Film Festival – cena poroty a Young Cinema Competition
- International LGBT Film Festival Tel Aviv – speciální ocenění pro celovečerní film
- Madrid International Lesbian Gay and Transsexual Film Festival – nejlepší scénář
- Österreichischer Filmpreis – nominace v kategoriích nejlepší hraný film, nejlepší režie, nejlepší scénář, nejlepší kamera a nejlepší střih
- Thomas-Pluch-Drehbuchpreis – hlavní cena
- Diagonale – herecká cena (Philipp Hochmair)